# Pammene snellenana
Pammene snellenana is een vlinder uit de familie van de bladrollers (Tortricidae). De wetenschappelijke naam van de soort is voor het eerst geldig gepubliceerd in 1947 door graaf G.A. Bentinck. Ze is genoemd naar haar ontdekker, Pieter Snellen.